# Tekken (serie)
Tekken (鉄拳? en español: Puño de hierro) es una serie de videojuegos de lucha desarrollado por Namco y distribuidos por Namco Bandai Games. Originalmente era un juego de arcade que al poco tiempo fue adaptado a la plataforma PlayStation, convirtiéndose así en una saga exclusiva de esta consola por mucho tiempo hasta la entrega Tekken 6, la cual es multiplataforma, aunque anteriormente también hubo versiones para varias portátiles como la portátil Game Boy Advance (Tekken Advance) o Wii U (Tekken Tag Tournament 2).

## Historia
En todas las entregas del videojuego Tekken (al menos las que poseen un argumento lineal dentro de la historia del juego), el argumento general consiste principalmente en que un número determinado de personajes, expertos en diferentes estilos de lucha y artes marciales, participen en el torneo de lucha Tekken: The King Of Iron Fist Tournament (Excepto en Tekken 7 en el que se cancela el torneo en la historia) luchando entre sí hasta llegar al jefe final de dicho torneo (que ha ido cambiando con cada entrega de la saga) y tras derrotarlo se muestra una secuencia final, en la que se ve cómo obtienen la recompensa de haber ganado el torneo, alcanzar un objetivo, o cumplir con sus destinos.
No obstante; existe un verdadero arco argumental dentro del juego, que es el que da continuidad a la saga dentro de su propia línea histórica, centrándose en una serie de personajes del juego: la familia Mishima.
A continuación, se explica esta trama principal según la historia de la dinastía de los Mishima, los creadores del torneo Tekken dentro del juego. Otros personajes del juego solo se mencionan al intervenir en esta misma trama de manera libre.

## Tekken
La historia principal del juego gira en torno a la familia Mishima y sus luchas por el control de su empresa, el imperio financiero: Mishima Zaibatsu, del cual Heihachi Mishima, un renombrado pero despiadado maestro de artes marciales, es el presidente y jefe de la misma. El torneo de lucha que la familia Mishima organiza cada cierto tiempo recibe el nombre de «Torneo del Rey del Puño de Hierro». Quien lo gane será el sucesor de la fortuna de la compañía Mishima Zaibatsu. 
En un principio, este heredero iba a ser Kazuya Mishima, pero ya desde su nacimiento, su padre Heihachi pensaba que su hijo no sería lo suficientemente fuerte como para hacer frente a la enorme responsabilidad de dirigir el conglomerado, así que Heihachi, como maestro de artes marciales y hombre cruel, estricto y severo, lo sometió a duros entrenamientos desde su infancia para fortalecerlo. En una última prueba mortal, Heihachi arroja por un barranco a Kazuya con el objetivo de demostrar que solo si era lo suficientemente fuerte podría sobrevivir. Kazuya lo logra despertando el Gen Diabólico que había heredado de su madre, Kazumi Mishima. Como resultado de esto, Kazuya adquirió una extraña marca que abarcaba desde el pecho hasta el bajo vientre.
Durante la celebración del torneo, Kazuya llega a la final y se enfrenta a su padre. Kazuya despierta sus poderes del Gen Diabólico y derrota a Heihachi, culminando su venganza arrojándolo por el mismo barranco por el que este lo hizo años atrás y tomando posesión de la Mishima Zaibatsu.
- Ganador: Kazuya Mishima.

## Tekken 2
Pero a pesar de que Heihachi es arrojado a un abismo por su hijo Kazuya al final de su modo historia en Tekken, y de estar inconsciente durante dos años, él sobrevive a la caída, y al regresar descubre que ahora su hijo Kazuya controla la Mishima Zaibatsu. Su hijo Kazuya Mishima, tras enterarse de la noticia de que su padre aun vivía, organiza el torneo Tekken 2 para así derrotarlo nuevamente. Pero durante el torneo Tekken 2 Kazuya pelea internamente contra el demonio que lo posee (Devil) gracias a la intervención de una amiga de la infancia, la policía infiltrada en el torneo Jun Kazama. Los dos entablarían una relación amorosa generando una parte de bondad en Kazuya (Angel). Pero en la batalla final, Heihachi se enfrenta a su hijo una vez más, y lo derrota. Kazuya se enfurece y libera todo su poder diabólico transformándose en Devil. De todas formas, Heihachi logra derrotarlo y arroja el inconsciente cuerpo de su hijo a un volcán. En ese momento, una parte de Devil se separa del cuerpo de Kazuya y huye hacia Jun, quien inesperadamente espera un bebé de Kazuya (con lo cual heredará el gen diabólico de su padre). Devil le exige que se le entregue la vida de dicho niño, pero Jun Kazama lucha contra este y lo derrota, salvando así a su futuro hijo. De esta manera, Heihachi se hace de nuevo con el control de la compañía Mishima Zaibatsu.
- Ganador: Heihachi Mishima.

## Tekken 3
Tras el torneo de Tekken 2, la policía Jun Kazama dio a luz al hijo de Kazuya Mishima, al cual llamó Jin Kazama, recibiendo el apellido de su madre ya que fue ella la que lo crio los primeros años. En cuanto a su nombre, aunque simplemente podía derivar del nombre de Jun, también puede estar relacionado con el nombre del abuelo de Kazuya, Jinpachi Mishima, que fue en realidad el verdadero fundador de la Mishima Zaibatsu (de esto último no se tiene noticia hasta el torneo de Tekken 5). Transcurren los años, en los que madre e hijo, Jun y Jin Kazama, viven en paz en el interior de los bosques de Japón, durante los cuales Jin recibe lecciones de artes marciales de su madre Jun, y aprende a ser una persona bondadosa y justa. Pero, tras 15 años después del torneo Tekken 2, una noche de tormenta un misterioso ser conocido como Ogre reta a Jun Kazama a un combate a muerte, ya que Ogre era un ser que tenía el poder de absorber las habilidades de lucha de los grandes maestros de artes marciales del mundo, y como tal reta a Jun Kazama, para derrotarla y obtener sus habilidades. Jun no puede derrotar a Ogre , el cual es mucho más poderoso, y Jin Kazama, que en aquel momento tenía 15 años, intenta intervenir en el combate, pero Ogre lo derrota y lo deja inconsciente. Poco después Jin recobra el conocimiento, pero no hay rastro ni de Ogre ni de su madre Jun Kazama, que desaparece en extrañas circunstancias creyéndose hasta ahora que murió a manos de Ogre. Con ansias de venganza, Jin toma la decisión de derrotar a Ogre y de encontrar a su madre, siendo consciente de que aún tenía mucho que aprender en el arte de la lucha. Por tanto, acude al único familiar vivo que tenía, su abuelo Heihachi Mishima, del cual Jin conoce su existencia gracias a su madre Jun Kazama, y le pide que le entrene. Heihachi, el cual se había ocupado durante todos esos años de dirigir el imperio de Mishima Zaibatsu desde el torneo Tekken 2, ya sabía de antemano de los poderes de Ogre, y traza un plan para hacerse con ellos, para conseguir un "Gen Diabólico" (ya que Heihachi es el único miembro de la familia Mishima que no posee dicho gen) usando a Jin como cebo, ya que advierte desde el primer momento que su nieto tiene un don innato para la lucha. Heihachi sería por tanto el que se encargaría de la educación y el entrenamiento de su nieto Jin. Finalmente, tras 4 años de entrenamiento, Heihachi considera que Jin está preparado, y organiza el siguiente torneo de Tekken 3. El torneo no obstante tiene un giro inesperado: Cuando Jin llega al lugar del enfrentamiento descubre que Ogre adopta una segunda forma, más poderosa y diabólica que la anterior, "True Ogre", ya que el Ogre original, había sido vencido por Paul Phoenix. Jin luchó y venció a este "True Ogre" en el torneo Tekken 3, y tras derrotar a True Ogre, este último se desvanece sin quedar rastro de él. Pero casi inmediatamente después de la victoria de Jin, un grupo de soldados (los Tekken Force, o Fuerzas Tekken, la unidad militar privada de la Mishima Zaibatsu) lo fusilaron a tiros, y luego el propio Heihachi aparece y lo remata, disparándole él mismo un tiro a la cara, puesto que tenía planeado de todos modos deshacerse de Jin una vez obtenido el poder de Ogre, cosa que por otro lado no consigue porque Ogre se desvanece tras ser derrotado por Jin, sin darle posibilidad a Heihachi de poder experimentar con Ogre para obtener sus poderes. Pero, inesperadamente Jin sobrevive al ataque, transformándose en su versión diabólica, más tarde conocida como Devil Jin en Tekken 5, demostrando que había heredado el Gen Diabólico de su padre Kazuya Mishima. Acaba con los soldados, noquea a Heihachi estampándolo contra un muro y escapa acto seguido volando con las alas negras que le habían salido tras la transformación. De esta manera acaba el torneo Tekken 3, pero obviamente Jin, a pesar de haber ganado el torneo, se desentiende del control del imperio Mishima, y Heihachi permanece como presidente del mismo.
 
- Ganador: Jin Kazama (Heihachi Mishima mantiene el control de la Mishima Zaibatsu pues Jin no la reclama)

## Tekken Tag Tournament
Tekken Tag Tournament no tiene trama oficialmente pero circula entre los fanáticos una versión muy creíble, que es la siguiente:
Jun Kazama estaba embarazada de mellizos, uno era Jin y la otra era una niña que nació muerta y fue enterrada en el bosque. El gran poder de esta niña fue reconocido por el espíritu que habitaba el bosque, quien no tenía cuerpo físico donde vivir, por lo que la revivió y se poseyó del cuerpo de la niña, dándole la apariencia de lobo fusionado con mujer. Al no tener nombre esta fusión de espíritus se llamó a sí mismo Unknown.
Unknown creció en poder y habilidad, pero no había tenido oportunidad de combatir con alguien realmente fuerte, solo viajeros del bosque, hasta que el poder emanado por Jin y True Ogre en la batalla final de Tekken 3 lo hizo despertar y buscar pelea. Cuando llegó al torneo este había acabado, por lo que decide utilizar parte de su poder para revivir a los peleadores muertos y convocar a los vivos a una realidad alternativa y, dado que el mismo es una fusión, decide que los enfrentamientos sean en parejas, midiéndose con ella al final los más poderosos.
Las parejas fueron:
- Ogre - True Ogre
- Kazuya Mishima - Devil (el gen diabóligo en Kazuya fue transformado en un poder para el mal llamado Devil)
- Heihachi Mishima - Jin Kazama
- Jun - Angel (el gen demoníaco en Jun fue transformado en un poder para el bien llamado Angel)
- Paul Phoenix - Forest Law
- King II - Armor King I
- Yoshimitsu - Kunimitsu I
- Anna Williams - Nina Williams
- Kuma II - Panda
- Hwoarang - Baek Doo San
- Gun Jack - Jack-2
- Eddy Gordo - Tiger Jackson
- Lei Wulong - Bruce Irvin
- Ling Xiaoyu - Wang Jinrei
- Michelle Chang - Julia Chang
- Alex - Roger
- Bryan Fury - Prototype Jack
- Ganryu - Lee Chaolan
- Mokujin - Tetsujin o Gold Tetsujin

Los finalistas fueron:
- Kazuya - Devil VS Ogre - True Ogre
- Heihachi Mishima - Jin Kazama VS Jun Kazama - Angel

Kazuya/Devil vencen a Ogre y True Ogre, el demonio y Kazuya actúan fusionados y juntos son invencibles. En la otra pelea, Jun y Angel también pelean fusionados y logran derrotar a la pareja de Heihachi/Jin demoníaco. Angel utiliza todo su poder para sacar del cuerpo de Jin el Gen de Devil por un tiempo, tal como se ve en las versiones posteriores de Tekken. Jin recupera la razón y se une con su madre Jun para enfrentar a Kazuya quien está poseído por Devil. Jin y Jun pelean juntos por primera vez demostrando un poder combinado increíble. Mientras tanto, Unknown había aprendido las técnicas secretas de todos los luchadores vivos y los muertos convocados, decide pelear contra las dos parejas finalistas en una pelea mortal. Kazuya reconoce a Jin como hijo suyo, y Jun siente que Unknown le es familiar, finalmente Jun reconoce a su hija y trata de razonar con ella. Unknown lucha contra el espíritu que la posee para liberarse, el Lobo ataca y deja malherida a Jun lo que termina por despertar a la hermana de Jin, quien logra liberarse del espíritu del bosque (tal como se ve en la final de Unknown en el juego), pero al hacerlo el poder que convocó a los muertos empieza a desaparecer.
Jun se despide de sus hijos, le pide a Jin que no utilice su poder para el mal y besa a una moribunda Unknown quien temblando y sin poder hablar muere reconfortada por su amor. El espíritu de Kazuya/Devil se lleva el alma de Jun/Angel y desaparecen en el aire.
Al morir Unknown, los espíritus de los luchadores convocados desaparecen, algunos pueden tener una última despedida con sus seres queridos. Antes de morir, Unknown borró la memoria de los luchadores haciéndoles creer que todo aquello solo fue un sueño.
Todo esto es mentira. Al final se ve que Unknown y Jun son la misma persona.

## Tekken 4
En la entrega Tekken 3, que sucede dos años antes cronológicamente en la saga, Heihachi fracasó en obtener los poderes de Ogre. Sin embargo, sus investigadores pudieron hacerse con muestras de sangre, fragmentos y piel dejados por la criatura, con las cuales pretendían conducir experimentos genéticos y así combinar el ADN de Ogre con el de Heihachi. Sus investigadores llegaron a la conclusión de que un gen adicional —el Gen Diabólico— era necesario para empalmar con éxito el código genético de Ogre con otro organismo.
Cierto día, Heihachi descubrió una fotografía que revolvió su curiosidad. En ella aparecía una imagen de un cadáver quemado cubierto de heridas de laceración. Le prestó particular atención a la espalda del cadáver, que parecía tenerla deformada, resaltando alas como miembros. Convencido de que se trataba de una foto de Kazuya Mishima, su propio hijo al que él lanzó a un volcán veinte años atrás, Heihachi indagó en búsqueda de más información. El rastro lo condujo a una compañía con el nombre de Corporación G, una firma biotécnica dedicada a realizar revolucionarios avances en el campo de la biogenética.
El viernes 25 de diciembre, las Fuerzas Tekken de Heihachi atacaron al centro subterráneo de investigaciones de la Corporación G donde los restos de Kazuya eran preservados. Durante la incursión, una entidad emergió lentamente del cuarto, sacudiendo fácilmente a los soldados de las Fuerzas Tekken como si fueran muñecos. Cuando Heihachi pudo ver lo suficientemente claro, él reconoció la figura como Kazuya. Enfurecido, Kazuya lanzó un desafío abierto a su padre, afirmando que planeaba recuperar aquello que le pertenecía. Heihachi entonces ideó un plan; puesto que necesitaba el Gen Diabólico, convocó el IV Torneo del Rey del Puño de Hierro con la intención de atraer tanto a Kazuya como a su nieto Jin. El premio para el campeón del torneo sería el control del imperio financiero de los Mishima.
En las finales del torneo, Kazuya Mishima y Jin Kazama deben luchar entre ellos para decidir quién se enfrentará a Heihachi en la gran final, pero Jin no aparece y Kazuya accede directamente. Kazuya sabe que la artera mente de su padre está detrás de la desaparición del joven, así que confronta a Heihachi en la final exigiendo saber el paradero de su hijo. Heihachi gana el combate y decide guiar a Kazuya hasta Honmaru, un templo donde retiene a un Jin inconsciente, el cual había sido capturado por las Fuerzas Tekken.
Allí, Kazuya reacciona ante los poderes de Jin y se deja ser poseído por su espíritu diabólico. Usando su poder, noquea a Heihachi. Jin emerge toda su ira por la familia Mishima, se libera de las cadenas que lo tenían preso y se bate contra Kazuya, que quería obtener el Gen Diabólico de Jin para así completar su poder. Kazuya y Jin se enfrentan, resultando vencedor el propio Jin. Heihachi contempla el enorme poder del joven y ansía tenerlo para sí, pero Jin derrota a su abuelo y se dispone a rematarlo para vengarse de lo que le hizo en la conclusión del torneo Tekken 3. Ante una visión de su madre, Jun Kazama, Jin decide perdonarle la vida a Heihachi. En ese momento, a Jin comienzan ha surgirle unas alas y escapa volando de Honmaru, dejando a su padre y abuelo inconscientes
- Ganador: Jin Kazama (Heihachi vence a Kazuya en la gran final, pero es dado por muerto tras el enfrentamiento en Honmaru) Jin vuela lejos del dojo antes de matar a Heihachi, se presume que Jin ganó el torneo.

## Tekken 5/Tekken 5: Dark Resurrecction
Tras su derrota a manos de Jin Kazama en Honmaru, Kazuya y Heihacho se despiertan inconscientes en el templo, cuando, de repente, se ven atacados por una horda de robots Jack. Kazuya y Heihachi pelean mano a mano contra los cyborg, hasta que Kazuya, aprovechando una distracción de su padre, lo arroja a los robots y escapa volando. Uno de los Jack termina inmolándose junto a Heihachi y el templo de Honmaru; el ninja Raven, que estaba observando todo, comunica la «muerte» de Heihachi Mishima.
De entre las ruinas de Honmaru emerge una extraña figura; este resulta ser Jinpachi Mishima, el fundador de la Mishima Zaibatsu y padre de Heihachi, quien fue encerrado bajo el templo por este en orden de hacerse con el control de la empresa. Con el paso del tiempo, Jinpachi falleció, pero fue poseído por un espíritu maligno el cual le permitió volver a la vida y retomar el mando de la Mishima Zaibatsu, proclamando la convocatoria del V Torneo del Rey del Puño de Hierro.
Mientras todo eso sucedía, Jin se había transformado en su alter ego diabólico, Devil Jin, despertándose en mitad de un bosque arrasado y descubriendo que él había sido el causante. Jin participa en el torneo y se enfrenta a su bisabuelo Jinpachi en la final, derrotándolo y asumiendo el control de la Mishima Zaibatsu.
- Ganador: Jin Kazama

## Tekken 6/Tekken 6: Bloodline Rebellion
Tras los sucesos de Tekken 5, Jin Kazama asume el control de la Mishima Zaibatsu. Inmediatamente, proclama que la Mishima Zaibatsu es una nación independiente y desata una guerra de conquista utilizando los recursos militares de la Mishima Zaibatsu, aplastando nación tras nación. Mientras eso sucede, Kazuya Mishima se venga de la Corporación G después de la traición perpetrada por estos en los sucesos de Tekken 5, eliminando a sus líderes y asumiendo el control en la sombra. Incapaz de permitir que alguien que no fuera él mismo pudiera controlar el mundo, Kazuya declara la guerra a la Mishima Zaibatsu y se presenta como la única fuerza capaz de detenerla.
La opinión pública se pone de parte de Kazuya y de la Corporación G, de manera que Kazuya pone precio a la cabeza de Jin. Este, al observar que está rodeado de enemigos, proclama el VI Torneo del Rey del Puño de Hierro con el objetivo de atraer a sus oponentes, principalmente a Kazuya.
Lars Alexandersson surge como un líder militar, cabeza de fuerzas rebeldes de las Fuerzas Tekken de la Mishima Zaibatsu que se oponen a las guerras de Jin Kazama y de Kazuya Mishima. Lars, junto con una robot androide llamada Alisa Bosconovitch, descubren que tanto Jin como Kazuya pretenden despertar a un antiguo ser maligno que habita en las entrañas de Egipto. A su vez, Lars descubre que es hijo de Heihachi Mishima, debido a que este había realizado experimentos con su ADN. 
Lars, aliado con el espía Raven, llegan a las ruinas del templo donde Jin y Kazuya pretenden despertar a esta fuerza maligna. Lars se enfrenta a Kazuya, quien se da cuenta de la verdad sobre el origen de Larsy se marcha prometiendo que la lucha no ha terminado. Lars y Raven llegan al interior del templo donde descubren que ese ser demoníaco responde al nombre de «Azazel», una criatura cuya simple existencia representa la destrucción del mundo y que, según las profecías, despertaría cuando dos grandes fuerzas colisionaran. Lars logra derrotar a Azazel y se marcha del templo, donde se topa con Jin. Ambos se enfrentan después de que Jin lance a Alisa contra Lars, desatando la furia de este, quien termina derrotándolo. En ese momento, Azazel comienza a emerger fuera del templo, mientras Jin proclama que solo puede ser destruido por alguien que posea el Gen Diabólico; Jin confiesa que ese era su verdadero objetivo, destruir a Azazel provocando una gran confrontación y librarse de su Gen Diabólico. Jin colisiona con Azazel, cayendo juntos a un abismo donde ambos desaparecen.
Jin es dado por muerto tras su colisión con Azazel, momento en el cual Lars se marcha junto con los restos de Alisa. Momentos después, un equipo liderado por Raven llega al lugar del enfrentamiento, donde descubren el cuerpo de Jin Kazama inconsciente.
- Ganador: Lars Alexandersson

## Tekken Tag Tournament 2
A diferencia del anterior Tag Tournament en esta entrega será posible utilizar a 2 luchadores de un mismo equipo al mismo tiempo para organizar ataques conjuntos, el juego contará con gráficos de Tekken 6 muy avanzados que todavía contiene el rebote además del acceso de personajes a nuevas zonas del escenario ya sean tras una pared o inferiores en tiempo real. La ropa de los personajes se altera en tiempo real con efectos de agua y suciedad. Se ha descubierto la función de la mecánica denominada "Tag Assaults" que se trata de una llamada a tu compañero durante un movimiento "bound" que provocará una detención del tiempo (conocido normalmente como tiempo bala) para que tu compañero llegue a tiempo para hacer un combo conjunto. Estarán todos los personajes jugables de Tekken 6 y se confirman muchos de los personajes olvidados de anteriores entregas como Jinpachi Mishima, True Ogre, Ogre, Jun Kazama, Kunimitsu I, Angel, Combot, Unknown, Alex, entre otros. A pesar de los múltiples pedidos de los fanes, los desarrolladores de Namco Bandai se han pronunciado afirmando que no estará Gon. También se sabe que los personajes serán personalizables a un nivel superior del anterior Tekken y que hay nuevos objetos/armas disponibles para nuestros personajes. Se puede jugar en modo 3D si tienes una televisión o proyector 3D obviamente.

## Tekken Revolution
Esta entrega fue una promoción descargable únicamente para la consola PlayStation 3, fue como una actualización de Tekken Tag Tournament 2, debido a que los escenarios son los mismos solo que con distintas horas del día y los temas musicales de fondo son completamente diferentes, otro aspecto similar al de la entrega Tekken Tag Tournament 2 es la presentación del personaje antes de iniciar la pelea, la única diferencia es que este no se juega por duplas, es completamente individual. Este juego solo se podía jugar en Modo Online.
En esta entrega no aparecen todos los personajes y hay algunos que aparecen pero que no pueden ser jugables ni desbloqueables, como lo son Heihachi Mishima, Jinpachi Mishima, True Ogre, Mokujin, Tetsujin y Kinjin. Y ya que se le hizo referencia a ello, cabe resaltar que por primera vez Yoshimitsu no estuvo presente en una entrega de Tekken, lo cual genera que ya no forme parte del grupo de Paul Phoenix, Nina Williams, Kuma I/II, King I/II y Heihachi Mishima quienes si han aparecido en todas las entregas de esta saga (incluyendo esta).
A pesar de que esta entrega no forma parte de la historia canónica de Tekken, la única razón por la cual se le consideró una entrega principal, fue porque incluyó a 2 nuevos personajes, Eliza y Kinjin (versión de oro y rey de Mokujin, no confundirlo con Gold Tetsujin; personaje no desbloqueable).

## Tekken 7
El mundo se mantiene expectante ante la desaparición de Jin Kazama, que ha dejado un vacío de poder en la Mishima Zaibatsu. Nina Williams asume el mando de las Fuerzas Tekken en ausencia de Jin, hasta que Heihachi Mishima hace su retorno triunfal y reclama el control de la Mishima Zaibatsu. Inmediatamente proclama el VII Torneo del Rey del Puño de Hierro. El plan de Heihachi consiste en exponer a la opinión pública la auténtica identidad de su hijo Kazuya Mishima, líder de la Corporación G, y cuya ambición es conquistar el globo. Logra sellar un acuerdo con Claudio Serafino, líder de una extraña secta de exorcistas, con el objetivo de que lo ayude a desenmascarar el Gen Diabólico de Kazuya.
Mientras todo esto sucede, el cuerpo inerte de Jin Kazama es trasladado por un helicóptero de la ONU, hasta que Jin se transforma en su versión diabólica, lo destruye y escapa a través del desierto. Cuando estaba a punto de ser atrapado por soldados de la ONU, Lars Alexandersson aparece y lo rescata, llevándolo a Violet Systems, la empresa de Lee Chaolan especialista en biotecnología, donde es puesto en un coma inducido. Tiempo después, las Fuerzas Tekken, dirigidas por Nina Williams, asaltan Violet Systems con el objetivo de hacerse con el cuerpo de Jin. Nina es confrontada por Alisa Bosconovitch, ahora ya reparada por Lee. Lars y Alisa consiguen entretener el tiempo suficiente a Nina y a las Fuerzas Tekken para que Lee consiga escapar con el cuerpo de Jin.
Cierto día, mientras Heihachi meditaba en su templo, un misterioso sujeto aparece para confrontarlo, Akuma. Cuando se disponían a luchar, la Corporación G envía una horda de robots Jack-6 a asaltar el templo. Heihachi y Akuma se deshacen de ellos y comienzan a combatir; Akuma afirma que fue su difunta esposa, Kazumi Mishima, quien le suplicó que acabara con las vidas de Heihachi y Kazuya llegado el momento. Heihachi y Akuma se enfrentan, resultando vencedor a Akuma, mientras que Heihachi es dado por muerto.
El siguiente objetivo de Akuma es la sede de la Corporación G, dispuesto a confrontar a Kazuya. Ambos se enfrentan y Kazuya despierta su Gen Diabólico, justo lo que estaba esperando Heihachi; este conecta el satélite de la Mishima Zaibatsu y revela al mundo la auténtica identidad de Kazuya. La opinión pública se vuelve en contra de Kazuya y este decide destruir el satélite de la Mishima Zaibatsu, provocando una gran devastación y volviendo a la opinión pública en contra también de la Mishima Zaibatsu.
Heihachi decide revelar ante el mundo el oscuro pasado de la familia Mishima. Su esposa, Kazumi, cayó en coma debido a unas fiebres y comenzó a tener episodios de agresividad. Cierto día, Kazumi atacó a Heihachi y se transformó en un demonio durante la pelea; Heihachi logró acabar con ella, sin embargo, siempre sospechó que su hijo pudiera tener el mismo gen diabólico en su interior. Por esta razón, lo decidió arrojar por un abismo; si sobrevivía, significaba que Kazuya poseía el mismo poder diabólico que Kazumi.
Heihachi y Kazuya se encuentran en mitad de un volcán, dispuestos a zanjar sus diferencias para siempre. Heihachi consigue imponerse al principio, revelando Kazuya que es capaz de llevar su Gen Diabólico a una versión incluso más poderosa. Con todo, Heihachi vuelve a derribar a Kazuya, que regresa a su forma humana. Ambos casi exhaustos, comienzan a golpearse mutuamente, hasta que Kazuya termina cayendo. Recordando todo lo que su padre significaba para él y los momentos en los cuales acabó con su madre y lo arrojó por el barranco, Kazuya concentra toda su ira en un puñetazo que noquea a Heihachi. Kazuya carga con el cuerpo inerte de su padre y lo lanza al cráter del volcán.
Cuando parecía que la batalla había terminado, Akuma vuelve a hacer acto de presencia. Kazuya y Akuma vuelven a enfrentarse, con un resultado indeterminado. Mientras tanto, en otra parte del mundo, Lars, Alisa y Lee contemplan a Jin, ya despierto, quien afirma que él es el único capaz de derrotar a Kazuya y de poner fin a la guerra.
- Ganador: Kazuya Mishima

## Tekken 8
Seis meses después de la muerte de Heihachi Mishima, la brutal guerra iniciada por Kazuya Mishima continúa. Jin se ha recuperado de sus heridas tras el enfrentamiento con Azazel y se dispone a enfrentar a su padre una vez más, pero la diferencia entre padre e hijo queda patente una vez más cuando Jin cae nuevamente derrotado por Kazuya ya que durante el entrenamiento, Kazuya provoca a Jin al amenazar con atacar a un grupo de civiles que pretendían huir de la confrontación. Jin entonces pierde el control sobre su gen demoníaco permitiendo que Kazuya lo derrote tras un brutal ataque. Entretanto, en un submarino del Ejército de la Unión de Naciones, Raven le notifica a su superior el comandante Victor Chevalier la situación en la superficie. Ante la imposibilidad de hacer algo en contra de Kazuya, Victor ordena a Raven localizar y poner a salvo a los sobrevivientes. Entretanto Kazuya se dirige al mundo por medio de un mensaje televisado anunciando el nuevo Torneo del Rey del Puño de Hierro al mismo tiempo que lanza un ataque que destruye los satélites que orbitan alrededor de la Tierra, pertenecientes a las fuerzas de Lars Alexandersson y Lee Chaolan que veían de igual manera su transmisión al tiempo que amenaza con destruir el país de origen de los participantes que pierdan en dicho torneo.
Tras algunos acontecimientos graves entre los nuevos personajes de Tekken 8 entre los que se encuentran Reina, quien después de recibir un rayo queda tendida presuntamente muerta entre los escombros, despierta con gen diabólico, Jin vence a Kazuya después de su nueva transformación en Angel, dando así terminada con la rivalidad entre padre e hijo.
- Ganador: Jin Kazama

## Personajes
1. Mencionado brevemente, aparece en algún escenario de pelea o hace cualquier tipo de cameo en el juego (no jugable).
2. Jefe Final del juego.
3. Aparece como el traje alternativo de otro personaje.
4. A partir de este juego sustituye algún otro personaje anterior o vuelve a tomar su lugar después de haber sido reemplazado (para esto último el personaje que lo sustituyó no debe aparecer en la misma entrega que el sustituido vuelve).
5. Aparece únicamente en una modalidad o versión específica del juego (enemigo no jugable), se considera que sí participaron en la entrega si tuvieron participación alguna en el Modo Arcade o Modo Historia de todos los personajes (no modo historia del juego), pero obviamente estos no son jugables ni desbloqueables, un ejemplo claro vendría a ser el caso de Azazel, que en la entrega de Tekken 8 no se le ha considerado participación porque a pesar de que aparece en el Modo Historia del juego, este no aparece en los combates finales de todos los personajes del Modo Arcade o Modo Historia de todos los personajes.
6. Aparece con un cambio radical de edad o apariencia física con respecto a anteriores entregas (atuendo original, no alternativo).
7. A partir de este juego cambia o modifica en parte su estilo de lucha (ya sea mínimo o notorio el movimiento que ya no realiza, o hasta un cambio notorio en la pose antes de pelear).
8. Transformación durante el combate.
9. Vía DLC (contenido descargable) o desbloqueable tras actualizaciones del juego, este último punto (el de actualizaciones) solo para Tekken Revolution.

| Personaje                       | Tekken | Tekken 2 | Tekken 3 | Tekken Tag Tournament | Tekken 4 | Tekken 5 | Tekken 5: Dark Resurrection | Tekken 6 | Tekken 6: Bloodline Rebellion | Tekken Tag Tournament 2 | Tekken Revolution | Tekken 7 | Tekken 8 |
| ------------------------------- | ------ | -------- | -------- | --------------------- | -------- | -------- | --------------------------- | -------- | ----------------------------- | ----------------------- | ----------------- | -------- | -------- |
| Akuma (invitado)                | No     | No       | No       | No                    | No       | No       | No                          | No       | No                            | No1                     | No                | Sí       | No       |
| Alex                            | No     | Sí3      | No       | Sí367                 | No       | No       | No                          | No       | No                            | Sí9                     | No                | No       | No       |
| Alisa Bosconovitch              | No     | No       | No       | No                    | No       | No       | No                          | Sí       | Sí                            | Sí                      | Sí                | Sí       | Sí       |
| Angel                           | No     | Sí2      | No       | Sí7                   | No       | No       | No                          | No       | No                            | Sí69                    | No                | No       | No       |
| Anna Williams                   | Sí     | Sí       | Sí67     | Sí                    | No1      | Sí67     | Sí                          | Sí       | Sí                            | Sí                      | No                | Sí9      | Sí69     |
| Armor King I                    | Sí     | Sí       | No1      | Sí7                   | No1      | No1      | No1                         | No1      | No1                           | No                      | No                | No       | No       |
| Armor King II                   | No     | No       | No       | No                    | No       | No       | Sí467                       | Sí       | Sí                            | Sí                      | Sí9               | Sí79     | Sí9      |
| Asuka Kazama                    | No     | No       | No       | No                    | No       | Sí4      | Sí                          | Sí       | Sí                            | Sí                      | Sí                | Sí       | Sí       |
| Azazel                          | No     | No       | No       | No                    | No       | No       | No                          | Sí25     | Sí25                          | No1                     | No                | No       | No5      |
| Azucena Milagros Ortiz Castillo | No     | No       | No       | No                    | No       | No       | No                          | No       | No                            | No                      | No                | No       | Sí       |
| Baek Doo San                    | No     | Sí       | No       | Sí67                  | No       | Sí6      | Sí                          | Sí       | Sí                            | Sí                      | No                | No       | No       |
| Bob Richards                    | No     | No       | No       | No                    | No       | No       | No                          | Sí       | Sí                            | Sí                      | Sí9               | Sí       | ?        |
| Bruce Irvin                     | No     | Sí       | No       | Sí67                  | No       | Sí6      | Sí                          | Sí7      | Sí                            | Sí                      | No                | No       | No       |
| Bryan Fury                      | No     | No       | Sí4      | Sí                    | Sí6      | Sí7      | Sí                          | Sí7      | Sí                            | Sí                      | Sí                | Sí       | Sí       |
| Christie Monteiro               | No     | No       | No       | No                    | Sí       | Sí6      | Sí                          | Sí       | Sí                            | Sí                      | Sí9               | No       | No       |
| Claudio Serafino                | No     | No       | No       | No                    | No       | No       | No                          | No       | No                            | No                      | No                | Sí       | Sí       |
| Clive Rosfield (invitado)       | No     | No       | No       | No                    | No       | No       | No                          | No       | No                            | No                      | No                | No       | Sí9      |
| Combot                          | No     | No       | No       | No                    | Sí24     | No       | No                          | No       | No                            | Sí9                     | No                | No1      | No1      |
| Craig Marduk                    | No     | No       | No       | No                    | Sí       | Sí6      | Sí                          | Sí       | Sí                            | Sí                      | No                | Sí69     | ?        |
| Devil                           | Sí23   | Sí26     | No       | Sí6                   | No1      | No1      | No1                         | No       | No                            | Sí68                    | Sí8               | Sí8      | Sí28     |
| Devil Jin                       | No     | No       | No1      | No                    | No1      | Sí4      | Sí                          | Sí2      | Sí2                           | Sí                      | Sí9               | Sí       | Sí7      |
| Devil Kazumi                    | No     | No       | No       | No                    | No       | No       | No                          | No       | No                            | No                      | No                | Sí25     | No       |
| Doctor Geppetto Bosconovitch    | No     | No1      | Sí       | No1                   | No1      | No1      | No1                         | No       | No                            | Sí79                    | No                | No       | No       |
| Eddy Gordo                      | No     | No       | Sí       | Sí                    | Sí36     | Sí3      | Sí                          | Sí       | Sí                            | Sí                      | No                | Sí       | Sí679    |
| Eliza                           | No     | No       | No       | No                    | No       | No       | No                          | No       | No                            | No                      | Sí9               | Sí9      | ?        |
| Fahkumram                       | No     | No       | No       | No                    | No       | No       | No                          | No       | No                            | No                      | No                | Sí49     | ?        |
| Feng Wei                        | No     | No       | No       | No                    | No       | Sí       | Sí                          | Sí       | Sí                            | Sí                      | Sí9               | Sí       | Sí       |
| Forest Law                      | No1    | No       | Sí4      | Sí                    | No       | No1      | No1                         | No1      | No1                           | Sí679                   | No                | No       | No       |
| Ganryu                          | Sí     | Sí       | No       | Sí67                  | No       | Sí6      | Sí                          | Sí2      | Sí2                           | Sí                      | No                | Sí69     | ?        |
| Geese Howard (invitado)         | No     | No       | No       | No                    | No       | No       | No                          | No       | No                            | No                      | No                | Sí9      | No       |
| Gigas                           | No     | No       | No       | No                    | No       | No       | No                          | No       | No                            | No                      | No                | Sí       | ?        |
| Gold Tetsujin                   | No     | No       | No       | Sí3                   | No       | No       | No                          | No       | No                            | No                      | No                | No       | No       |
| Gon (invitado)                  | No     | No       | Sí       | No                    | No       | No       | No                          | No       | No                            | No                      | No                | No       | No       |
| Gun Jack                        | No     | No       | Sí4      | Sí                    | No1      | No15     | No1                         | No       | No                            | No                      | No                | No       | No       |
| Heihachi Mishima                | Sí2    | Sí       | Sí67     | Sí                    | Sí26     | Sí       | Sí                          | Sí2      | Sí2                           | Sí6                     | Sí5               | Sí6      | Sí9      |
| Hwoarang                        | No     | No       | Sí4      | Sí                    | Sí6      | Sí6      | Sí                          | Sí       | Sí                            | Sí                      | Sí9               | Sí6      | Sí6      |
| Jack                            | Sí     | No       | No       | No                    | No       | No       | No                          | No       | No                            | No                      | No                | No       | No       |
| Jack-2                          | No     | Sí4      | No       | Sí                    | No       | No       | No                          | No       | No                            | No                      | No                | No       | No       |
| Jack-4                          | No     | No       | No       | No                    | No       | No15     | No1                         | No       | No                            | No                      | No                | No5      | No       |
| Jack-5                          | No     | No       | No       | No                    | No       | Sí46     | Sí                          | No1      | No1                           | No                      | No                | No       | No       |
| Jack-6                          | No     | No       | No       | No                    | No       | No       | No                          | Sí4      | Sí                            | Sí                      | Sí                | No5      | No       |
| Jack-7                          | No     | No       | No       | No                    | No       | No       | No                          | No       | No                            | No                      | No                | Sí46     | No5      |
| Jack-8                          | No     | No       | No       | No                    | No       | No       | No                          | No       | No                            | No                      | No                | No       | Sí46     |
| Jaycee                          | No     | No       | No       | No                    | No       | No       | No                          | No       | No                            | Sí4                     | Sí9               | No       | No       |
| Jin Kazama                      | No     | No       | Sí4      | Sí                    | Sí267    | Sí       | Sí                          | Sí2      | Sí2                           | Sí                      | Sí9               | Sí       | Sí7      |
| Jinpachi Mishima                | No     | No       | No       | No                    | No       | Sí25     | Sí256                       | No1      | No1                           | Sí                      | Sí5               | No       | No       |
| Josie Rizal                     | No     | No       | No       | No                    | No       | No       | No                          | No       | No                            | No                      | No                | Sí4      | ?        |
| Julia Chang                     | No     | No       | Sí4      | Sí                    | Sí6      | Sí       | Sí                          | Sí       | Sí                            | No1                     | No                | Sí4679   | ?        |
| Jun Kazama                      | No     | Sí       | No1      | Sí                    | No1      | No       | No                          | No       | No1                           | Sí26                    | Sí9               | No       | Sí6      |
| Katarina Alves                  | No     | No       | No       | No                    | No       | No       | No                          | No       | No                            | No                      | No                | Sí       | ?        |
| Kazumi Mishima                  | No     | No1      | No       | No                    | No       | No       | No                          | No       | No                            | No                      | No                | Sí       | No       |
| Kazuya Mishima                  | Sí     | Sí       | No1      | Sí67                  | Sí26     | Sí       | Sí                          | Sí       | Sí                            | Sí                      | Sí                | Sí       | Sí       |
| King I                          | Sí     | Sí       | No       | No                    | No       | No       | No                          | No       | No                            | No                      | No                | No       | No       |
| King II                         | No1    | No       | Sí467    | Sí6                   | Sí       | Sí       | Sí                          | Sí       | Sí                            | Sí                      | Sí                | Sí       | Sí       |
| Kinjin                          | No     | No       | No       | No                    | No       | No       | No                          | No       | No                            | No                      | Sí5               | No       | No       |
| Kuma I                          | Sí     | Sí       | No       | No                    | No       | No       | No                          | No       | No                            | No                      | No                | No       | No       |
| Kuma II                         | No     | No       | Sí467    | Sí                    | Sí       | Sí       | Sí                          | Sí       | Sí                            | Sí                      | Sí9               | Sí       | Sí       |
| Kunimitsu I                     | Sí     | Sí6      | No       | Sí7                   | No       | No       | No                          | No       | No                            | Sí679                   | Sí9               | No       | No       |
| Kunimitsu II                    | No     | No       | No       | No                    | No       | No       | No                          | No       | No                            | No                      | No                | Sí469    | ?        |
| Lars Alexandersson              | No     | No       | No       | No                    | No       | No       | No                          | Sí2      | Sí2                           | Sí                      | Sí                | Sí       | Sí       |
| Lee Chaolan                     | Sí     | Sí       | No       | Sí67                  | Sí6      | Sí67     | Sí                          | Sí       | Sí                            | Sí                      | Sí9               | Sí       | Sí       |
| Lei Wulong                      | No     | Sí       | Sí67     | Sí                    | Sí6      | Sí       | Sí                          | Sí7      | Sí                            | Sí                      | No                | Sí69     | ?        |
| Leo Kliesen                     | No     | No       | No       | No                    | No       | No       | No                          | Sí       | Sí                            | Sí                      | Sí                | Sí       | Sí       |
| Leroy Smith                     | No     | No       | No       | No                    | No       | No       | No                          | No       | No                            | No                      | No                | Sí49     | Sí       |
| Lidia Sobieska                  | No     | No       | No       | No                    | No       | No       | No                          | No       | No                            | No                      | No                | Sí9      | Sí9      |
| Lili De Rochefort               | No     | No       | No       | No                    | No       | No       | Sí                          | Sí       | Sí                            | Sí                      | Sí                | Sí       | Sí       |
| Ling Xiaoyu                     | No     | No       | Sí       | Sí                    | Sí6      | Sí       | Sí                          | Sí       | Sí                            | Sí                      | Sí9               | Sí       | Sí       |
| Lucky Chloe                     | No     | No       | No       | No                    | No       | No       | No                          | No       | No                            | No                      | No                | Sí       | ?        |
| Marshall Law                    | Sí     | Sí       | No1      | No                    | Sí467    | Sí       | Sí                          | Sí67     | Sí                            | Sí                      | Sí                | Sí       | Sí       |
| Master Raven                    | No     | No       | No       | No                    | No       | No       | No                          | No       | No                            | No                      | No                | Sí4      | No       |
| Michelle Chang                  | Sí     | Sí       | No1      | Sí67                  | No       | No       | No                          | No       | No                            | Sí679                   | No                | No       | No       |
| Miguel Caballero Rojo           | No     | No       | No       | No                    | No       | No       | No                          | Sí       | Sí                            | Sí                      | Sí9               | Sí       | ?        |
| Miharu Hirano                   | No     | No       | No       | No                    | Sí3      | No       | No                          | No       | No                            | Sí679                   | No                | No       | No       |
| Mokujin                         | No     | No       | Sí       | Sí                    | No       | Sí4      | Sí                          | Sí       | Sí                            | Sí                      | Sí5               | No1      | No1      |
| NANCY-MI847J                    | No     | No       | No       | No                    | No       | No       | No                          | Sí5      | Sí5                           | No                      | No                | No1      | No       |
| Negan (invitado)                | No     | No       | No       | No                    | No       | No       | No                          | No       | No                            | No                      | No                | Sí9      | No       |
| Nina Williams                   | Sí     | Sí       | Sí67     | Sí                    | Sí67     | Sí67     | Sí                          | Sí       | Sí                            | Sí                      | Sí9               | Sí       | Sí6      |
| Noctis Lucis Caelum (invitado)  | No     | No       | No       | No                    | No       | No       | No                          | No       | No                            | No                      | No                | Sí9      | No       |
| Ogre                            | No     | No       | Sí2      | Sí                    | No1      | No       | No                          | No       | No                            | Sí69                    | No                | No       | No1      |
| Panda                           | No     | No       | Sí3      | Sí3                   | Sí3      | Sí3      | Sí3                         | Sí3      | Sí3                           | Sí                      | No                | Sí       | Sí       |
| Paul Phoenix                    | Sí     | Sí       | Sí67     | Sí                    | Sí6      | Sí       | Sí                          | Sí       | Sí                            | Sí                      | Sí                | Sí       | Sí6      |
| Prototype Jack                  | Sí     | Sí6      | No       | Sí                    | No       | No       | No                          | No       | No                            | Sí79                    | No                | No       | No       |
| Raven                           | No     | No       | No       | No                    | No       | Sí       | Sí                          | Sí       | Sí                            | Sí                      | No                | No1      | Sí46     |
| Reina                           | No     | No       | No       | No                    | No       | No       | No                          | No       | No                            | No                      | No                | No       | Sí       |
| Roger                           | No     | Sí       | No       | Sí6                   | No       | No1      | No1                         | No1      | No1                           | No1                     | No                | No       | No       |
| Roger Jr.                       | No     | No       | No       | No                    | No       | Sí4      | Sí                          | Sí       | Sí                            | Sí                      | No                | No       | ?        |
| Sebastian                       | No     | No       | No       | No                    | No       | No       | No1                         | No1      | No1                           | Sí9                     | No                | No1      | No       |
| Sergei Dragunov                 | No     | No       | No       | No                    | No       | No       | Sí                          | Sí       | Sí                            | Sí                      | Sí9               | Sí       | Sí       |
| Shaheen                         | No     | No       | No       | No                    | No       | No       | No                          | No       | No                            | No                      | No                | Sí       | Sí       |
| Slim Bob                        | No     | No       | No       | No                    | No       | No       | No                          | No1      | No1                           | Sí9                     | No                | No       | No       |
| Steve Fox                       | No     | No       | No       | No                    | Sí       | Sí6      | Sí                          | Sí       | Sí                            | Sí                      | Sí                | Sí       | Sí       |
| Tetsujin                        | No     | No       | No       | Sí3                   | No       | No       | No                          | No       | No                            | No                      | Sí5               | No       | No       |
| Tiger Jackson                   | No     | No       | Sí3      | Sí3                   | No       | No       | No1                         | No       | No                            | Sí69                    | No                | No       | No       |
| True Ogre                       | No     | No       | Sí2      | Sí                    | No       | No5      | No                          | { No     | No                            | Sí                      | Sí25              | No       | No       |
| Unknown                         | No     | No       | No       | Sí2                   | No       | No       | No                          | No       | No                            | Sí29                    | No                | No       | No       |
| Victor Chevalier                | No     | No       | No       | No                    | No       | No       | No                          | No       | No                            | No                      | No                | No       | Sí       |
| Violet                          | No     | No       | No       | No                    | Sí3      | No       | No                          | No       | No                            | Sí69                    | No                | Sí3      | No1      |
| Wang Jinrei                     | Sí     | Sí6      | No       | Sí67                  | No       | Sí6      | Sí                          | Sí       | Sí                            | Sí                      | No                | No       | No       |
| Yoshimitsu                      | Sí     | Sí6      | Sí67     | Sí                    | Sí6      | Sí6      | Sí                          | Sí67     | Sí                            | Sí6                     | No                | Sí6      | Sí6      |
| Zafina                          | No     | No       | No       | No                    | No       | No       | No                          | Sí       | Sí                            | Sí                      | No                | Sí69     | Sí       |

### Nacionalidades
- Japón (31): Akuma, Angel, Asuka Kazama, Combot (su creador tiene nacionalidad china y japonesa, por eso se le asignaron al personaje dichas nacionalidades), Devil, Devil Jin, Devil Kazumi, Ganryu, Gold Tetsujin, Gon, Heihachi Mishima, Jinpachi Mishima, Jin Kazama, Jun Kazama, Kazumi Mishima, Kazuya Mishima, Kinjin, Kuma I, Kuma II, Kunimitsu I, Kunimitsu II, Lars Alexandersson (ascendencia paterna), Lee Chaolan (obtenida), Ling Xiaoyu (adquirida), Miharu Hirano, Mokujin, Reina, Unknown, Tetsujin, Violet (obtenida) y Yoshimitsu.

- Estados Unidos (14): Bob Richards, Bruce Irvin, Bryan Fury, Forest Law, Geese Howard, Jaycee, Julia Chang, Leroy Smith, Marshall Law, Michelle Chang, Negan, Paul Phoenix, Slim Bob y Tiger Jackson.

- China (12): Combot (su creador tiene nacionalidad china y japonesa, por eso se le asignaron al personaje dichas nacionalidades), Feng Wei, Forest Law (ascendencia familiar), Julia Chang (ascendencia materna adoptiva), Lee Chaolan (origen), Lei Wulong, Ling Xiaoyu (origen), Marshall Law (ascendencia familiar), Michelle Chang (ascendencia paterna), Panda, Wang Jinrei y Violet (origen).

- Rusia (13): Alex (su creador es ruso, por eso se le asigno al personaje dicha nacionalidad), Alisa Bosconovitch, Doctor Geppetto Bosconovitch, Gun Jack, Jack, Jack-2, Jack-4, Jack-5, Jack-6, Jack-7, Jack-8, Prototype Jack y Sergei Dragunov.

- Australia (3): Roger, Roger Jr. y Craig Marduk.

- Brasil (3): Christie Monteiro, Eddy Gordo y Katarina Alves.

- Canadá (2): Master Raven y Raven.
- Corea del Sur (2): Baek Doo San y Hwoarang.

- Irlanda (3): Anna Williams, Nina Williams y Steve Fox (ascendencia materna).
- México (6): Armor King I, Armor King II, King I, King II, Ogre y True Ogre.
- Mónaco (2): Lili De Rochefort y Sebastian.

- Alemania (1): Leo Kliesen.

- Arabia Saudita (1): Shaheen.

- Egipto (2): Azazel y Zafina.

- España (1): Miguel Caballero Rojo.

- Francia (1): Victor Chevalier.

- Filipinas (1): Josie Rizal.

- Italia (1): Claudio Serafino.

- Perú (1): Azucena Milagros Ortiz Castillo.
- Rumania (1): Eliza.
- Polonia (1): Lidia Sobieska.

- Reino Unido (1): Steve Fox.

- Suecia (2): Lars Alexandersson (origen) y Lucky Chloe.
- Tailandia (1): Fahkumram.

- Sin nacionalidad (4): Clive Rosfield (pertenece a una nacionalidad ficticia, en su juego original), Gigas, NANCY-MI847J y Noctis Lucis Caelum.

## Mishima Zaibatsu
La Mishima Zaibatsu es un conglomerado de empresas ficticias fundada por Jinpachi Mishima, que en sus inicios fue una empresa financiera. Fue tomada por Heihachi Mishima, quien ha dirigido la compañía por más de 40 años a excepción de dos breves intervalos; fue él quien la inicio en la producción de armamento y tecnología militar.
Las compañías agrupadas juntas en el sindicato incluyen el Imperio Financiero Mishima, el grupo mercenario conocido como Tekken Force y Mishima Heavy Industries. El Mishima Zaibatsu es el patrocinador principal de los torneos King of Iron Fist (Tekken-Ou en japonés), los acontecimientos centrales del videojuego. 
Tras derrotar a Jinpachi Mishima en Tekken 5 la compañía estuvo bajo el control del nieto de Heihachi Mishima, Jin Kazama, tras su desaparición en Tekken 7 Heihachi logró tomar el control de su compañía nuevamente. 
Tras su muerte es desconocido si la compañía sigue activa o no debido a los eventos de Tekken 7.

## Sistema de juego
Tekken, como se ha dicho antes, es un juego de lucha, en el que cada personaje tiene su propio estilo de combate:
- Karate: Jinpachi Mishima (Karate estilo Mishima), Heihachi Mishima (se basa en los golpes clásicos del karate estilo Gōjū Ryū), Kazumi Mishima (Karate estilo Hachijo mezclado con Karate estilo Mishima), Devil Kazumi (Karate al estilo Hachijo mezclado con el Karate al estilo Mishima pero con habilidades demoníacas propias), Reina (Karate estilo Mishima), Kazuya Mishima (se basa en el karate estilo Shotokan), Lars Alexandersson (Karate basado fuertemente en Shorinji Kempo), Devil (estilo de Lucha Karate Mishima más habilidades demoniacas), Jin Kazama (se basa en Karate estilo Mishima-ryu en Tekken 3 y en Tekken Tag Tournament combinado con el Aikido "Kazama Ryu Style Defense" que aprendió de su madre, adopta al karate estilo Kyokushinkai a partir de Tekken 4 tras ser traicionado por su abuelo Heihachi en Tekken 3, por lo que odia a los Mishima y quiere olvidar todo lo relacionado con ellos), Devil Jin (Karate de Pelea Estilo Mishima y Artes Marciales Tradicionales de estilo Kazama), Lidia Sobieska (Karate Tradicional), Bob Richards y Slim Bob (Karate de estilo libre).
- Kung Fu: Lei Wulong (Kung Fu de los 5 animales "Wu Xing Yi Quan" y técnica del Borracho "Zui Ji Pa Quan"), Julia Chang y Michelle Chang (Xing Yi He Quan y Ba Ji Quan); Ling Xiaoyu, Miharu Hirano y Wang Jinrei (estilos Baguazhang, e Hsing Yi).
- Taekwondo ITF: Hwoarang y Baek Doo San.
- Boxeo: Steve Fox.
- Kick Boxing: Bryan Fury (combinado con Systema) y Josie Rizal (combinado con ligeros movimientos de Muay Thai y con influencia de Esgrima).
- Lucha Libre: Armor King I, Armor King II, King I, King II y Jaycee (lucha libre profesional mexicana).
- Kempo: Feng Wei.
- Vale Tudo: Craig Marduk.
- Capoeira: Eddy Gordo, Christie Monteiro y Tiger Jackson.
- Aikidō: Asuka Kazama, Nina Williams y Anna Williams.
- Judo: Paul Phoenix (Combinado con Karate).
- Jeet Kune Do: Marshall Law, Forest Law, Lee Chaolan y Violet.
- Sumo: Ganryu.
- Ninjutsu: Yoshimitsu, Kunimitsu I, Kunimitsu II, Raven y Master Raven.
- Muay thai: Bruce Irvin (listado como Kick Boxing) y Fahkumram.
- Sambo: Sergei Dragunov.
- Takanakuy: Azucena Milagros Ortiz Castillo (combinado con artes marciales mixtas).
- Savate: Katarina Alvez y Miguel Caballero Rojo (combinado con lucha callejera).
- Kutu egipcio: Zafina.
- Commando Wrestling: Roger, Roger Jr. y Alex (el estilo de lucha de estos personajes se basa en un estilo creado para criaturas genéticamente modificadas como resultado de experimentos militares con animales salvajes o dinosaurios prehistóricos clonados).
- Kuma Shinken: Kuma I, Kuma II y Panda (el estilo de lucha de estos tres personajes está basado en un estilo de lucha creado y desarrollado por el propio Heihachi Mishima para sus osos, aunque la última mencionada de estos tres personajes practica la misma arte marcial pero en estilo Heihachi Mishima)
- Bajiquan: Leo Kliesen.
- Wing Chun: Leroy Smith.
- Alternativo: Mokujin, Tetsujin, Gold Tetsujin, Kinjin y Combot, el estilo de lucha de estos personajes se basa imitando a los demás jugadores disponibles en determinada entrega; Ogre y True Ogre, tienen los movimientos mezclados de algunos personajes, en el caso del primero algunos movimientos de Lee Chaolan, mas no lo reemplaza nunca en ninguna entrega, porque no tiene todos los movimientos iguales, y de Heihachi Mishima, mientras que en el segundo se hacen notorias algunas similitudes con movimientos de Devil Jin; Jun Kazama, su estilo de lucha está basado en el estilo tradicional de artes marciales Kazama, el cual está basado en Koryu bujutsu, Unknown, lucha imitando a los demás personajes debido a por el lobo en Tekken Tag Tournament y estilo de autodefensa de Jun Kazama combinado con poderes en Tekken Tag Tournament 2, Gon estilo propio con algún acercamiento a Roger/Roger Jr./Alex, Doctor Geppetto Bosconovitch, tiene un estilo de lucha desde posiciones bajas y algo desconcertante, Lili De Rochefort y Sebastian, combinan varias artes marciales chinas con gimnasia rítmica y ballet; Alisa Bosconovich, su estilo de lucha es un estilo único de combate de alto movimiento, Lucky Chloe, su estilo de lucha se basa en el Freestyle dance combinado con acrobacias y movimientos de Capoeira, Akuma, su estilo de lucha se basa en el Arte Ansatsuken sin nombre específico, Noctis Lucis Caelum, su estilo de lucha está basado en la invocación de armas, Negan, su estilo de lucha se basa en la auto enseñada, Geese Howard, su estilo de lucha se basa en el Aiki-Jujutsu y técnicas de Qì de la escuela de Hakkyokuseiken, Jack, Jack-2, Jack-4, Jack-5, Jack-6, Jack-7, Jack-8, Gun Jack y Prototype Jack, el estilo de lucha de esta serie de robots solo está basada en la fuerza bruta y fuerza pura; Gigas, su estilo de lucha esta únicamente basado en impulso destructivo, Shaheen, su estilo de lucha se basa en las artes marciales militares, Claudio Serafino, su estilo de lucha está basado únicamente en la hechicería de purificación estilo Sirio y Victor Chevalier, su estilo de lucha se basa en el Super espía CQB.
- Desconocido: Clive Rosfield, Eliza, Angel (se desconoce mucho su estilo pero al parecer sus movimientos se basan en el Estilo Mishima avanzado), Azazel (su estilo de lucha es desconocido combinado con poderes demoníacos) y NANCY-MI847J.

Como con todos los juegos de lucha, los jugadores eligen un personaje, estos provienen de diferentes partes del mundo y luchan mano a mano con cada uno de los demás. Un jugador puede competir contra otro jugador o contra un personaje controlado por inteligencia artificial.
Comparte algunos mecanismos y caracteres con posteriores juegos de combate 3D de Namco, como Soulcalibur o Urban Reign.

## Versiones
La serie es una de las primeras de lucha en tres dimensiones, junto con Virtua Fighter. Hay doce títulos del juego, todos con versión arcade (excepto Advance y los Spin-off) y la mayoría para la PlayStation: Tekken (PSX), Tekken 2 (PSX), Tekken 3 (PSX), Tekken Card Challenge (Wonderswan), Tekken Tag Tournament (PS2), Tekken Advance (GB Advance), Tekken 4 (PS2), Tekken 5 (PS2), Tekken 5: Dark Resurrection (PSP), Tekken 5: Dark Resurrection online (PS3), Tekken 6 (Sólo Arcade), Tekken 6: Bloodline Rebellion (PS3, Xbox 360 y PSP; es la versión definitiva de Tekken 6), Tekken 3D: PE (Nintendo 3DS), Street Fighter X Tekken (PS3, Xbox 360, PSP, PC y sistema operativo IOS), Tekken Tag Tournament 2 (Arcade, Xbox 360, PS3 y Wii U) y Tekken Revolution (PS3).
Entregas principales de Tekken:
- Tekken: Arcade, PlayStation.
- Tekken 2: Arcade, PlayStation.
- Tekken 3: Arcade, PlayStation.
- Tekken Tag Tournament: Arcade, PlayStation 2.
- Tekken 4: Arcade, PlayStation 2.
- Tekken 5: Arcade, PlayStation 2.
- Tekken 5: Dark Resurrection: Arcade, PlayStation Portable.
- Tekken 5: Dark Resurrection online: Arcade, PlayStation 3.
- Tekken 6: Arcade, Xbox 360, PlayStation 3, PlayStation Portable.
- Tekken 6: Bloodline Rebellion: Arcade.
- Tekken Tag Tournament 2: Arcade, Xbox 360, PlayStation 3, Wii U.
- Tekken Revolution: PlayStation 3.
- Tekken 7: Arcade, PlayStation 5, PlayStation 4, Xbox One, PC.
- Tekken 8: PlayStation 5, Xbox Series X/S, PC.

Spin-Off:
- Death by Degrees: Seducción Letal: para PlayStation 2 (Aventura en 3D protagonizada por Nina Williams, un personaje femenino de la saga.)
- Street Fighter X Tekken: para PlayStation 3, Xbox 360 y PlayStation Vita siendo el primer crossover entre dos empresas de pelea y segundo juego crossover de Namco Bandai Games con Capcom.
- Tekken Card Challenge: Bandai Wonderswan (Spin-off con los personajes de Tekken 3, basado en el uso de cartas de combate. Tenía elementos de rol.)
- Super Smash Bros Ultimate: para Nintendo Switch, Kazuya Mishima aparece como Personaje jugable DLC en el exitoso juego de peleas de Nintendo, Heihachi Mishima aparece como disfraz para los Mii.
- Tekken Advance: Game Boy Advance.
- Tekken 3D: PE: Nintendo 3DS.

Otros títulos:
- Tekken Hybrid: para PlayStation 3, que incluye una adaptación en alta definición de Tekken Tag Tournament, una versión de demostración de Tekken Tag Tournament 2 y la película de animación Tekken: Blood Vengeance.

- Serie de anime

Netflix anunció una serie de anime de televisión en streaming en marzo de 2022. Bajo el título Tekken: Bloodline, está programado para su lanzamiento el 18 de agosto de 2022.